# Eduard Rösch
Eduard Rösch (* 7. Oktober 1870 in Wien; † 11. Mai 1937 in Stockerau) war ein österreichischer Politiker (SDAP) und Parteisekretär. Er war von 1919 bis 1927 Abgeordneter zum Landtag von Niederösterreich und von 1927 bis 1934 Abgeordneter zum Nationalrat.
Rösch absolvierte nach acht Klassen einer Volksschule eine Lehre als Bürstenmacher und arbeitete in der Folge rund 20 Jahre in einer Stockerauer Maschinenfabrik. Zudem besuchte er die Staatsgewerbeschule sowie Fortbildungskurse.
Nach Ausbruch des Ersten Weltkriegs wurde Rösch als Hauptvertrauensmann entlassen und arbeitete in der Folge als Kanzleidiener der berufsgenossenschaftlichen Unfallversicherungsanstalt der österreichischen Eisenbahnen. Zudem war er Parteisekretär in Stockerau. Rösch wurde 1891 Mitglied der Sozialistischen Partei und gründete eine Holzarbeitergewerkschaftsgruppe. Er kandidierte bei der Reichsratswahl 1911, unterlag dabei jedoch dem Christlichsozialen Politiker Leopold Diwald. Zwischen 1912 und 1914 wirkte er als Gemeinderat in Stockerau. Nach dem Ersten Weltkrieg war er Bürgermeister von Stockerau und wurde am 20. Mai 1919 in den Niederösterreichischen Landtag gewählt. Er gehörte diesem bis zum 20. Mai 1927 an, wobei er vom 10. November 1920 bis zum 11. Mai 1921 der Kurie Niederösterreich Land angehörte. Danach wechselte Rösch am 18. Mai 1927 in den Nationalrat, dem er bis zum 17. Februar 1934 angehörte. Er verlor sein Nationalratsmandat infolge des Österreichischen Bürgerkrieges.